# Andy Bell (Bassist)

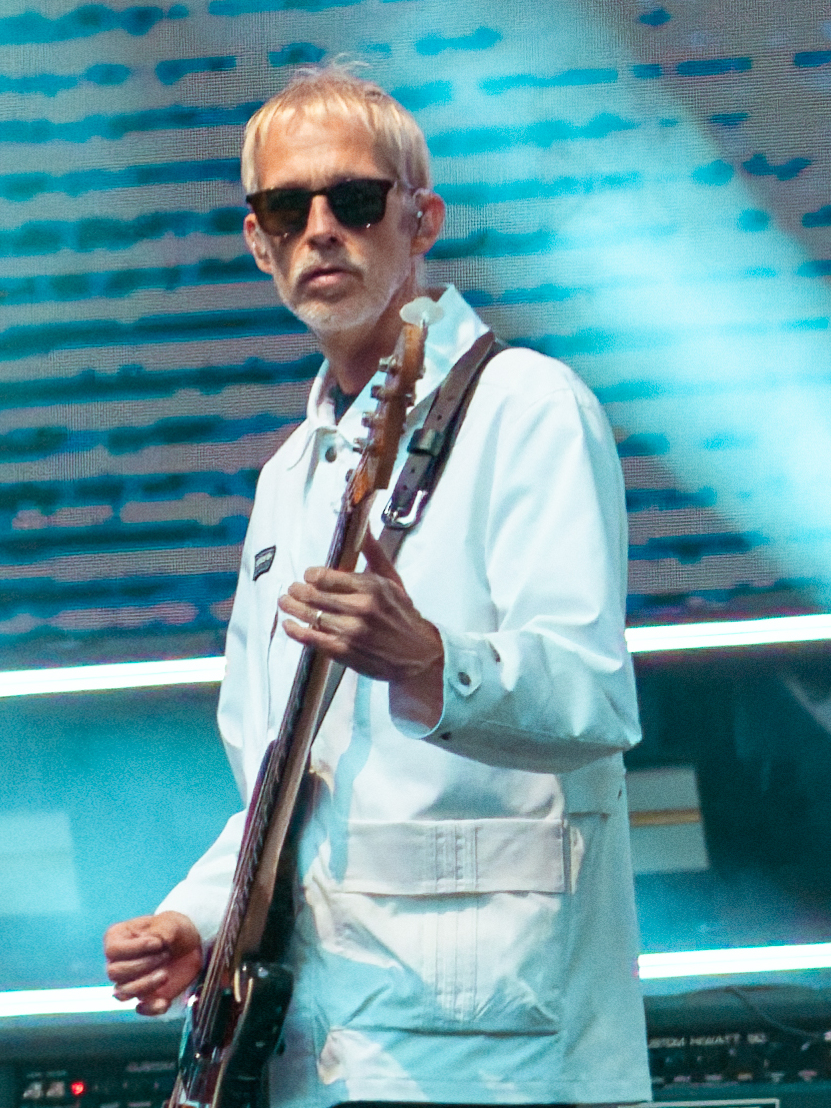
Andy Bell (2025)

Andy Bell (* 11. August 1970 in Cardiff) ist ein walisischer Musiker. Er schreibt Songs, singt und spielt Gitarre, Bass und Keyboard.

## Werdegang

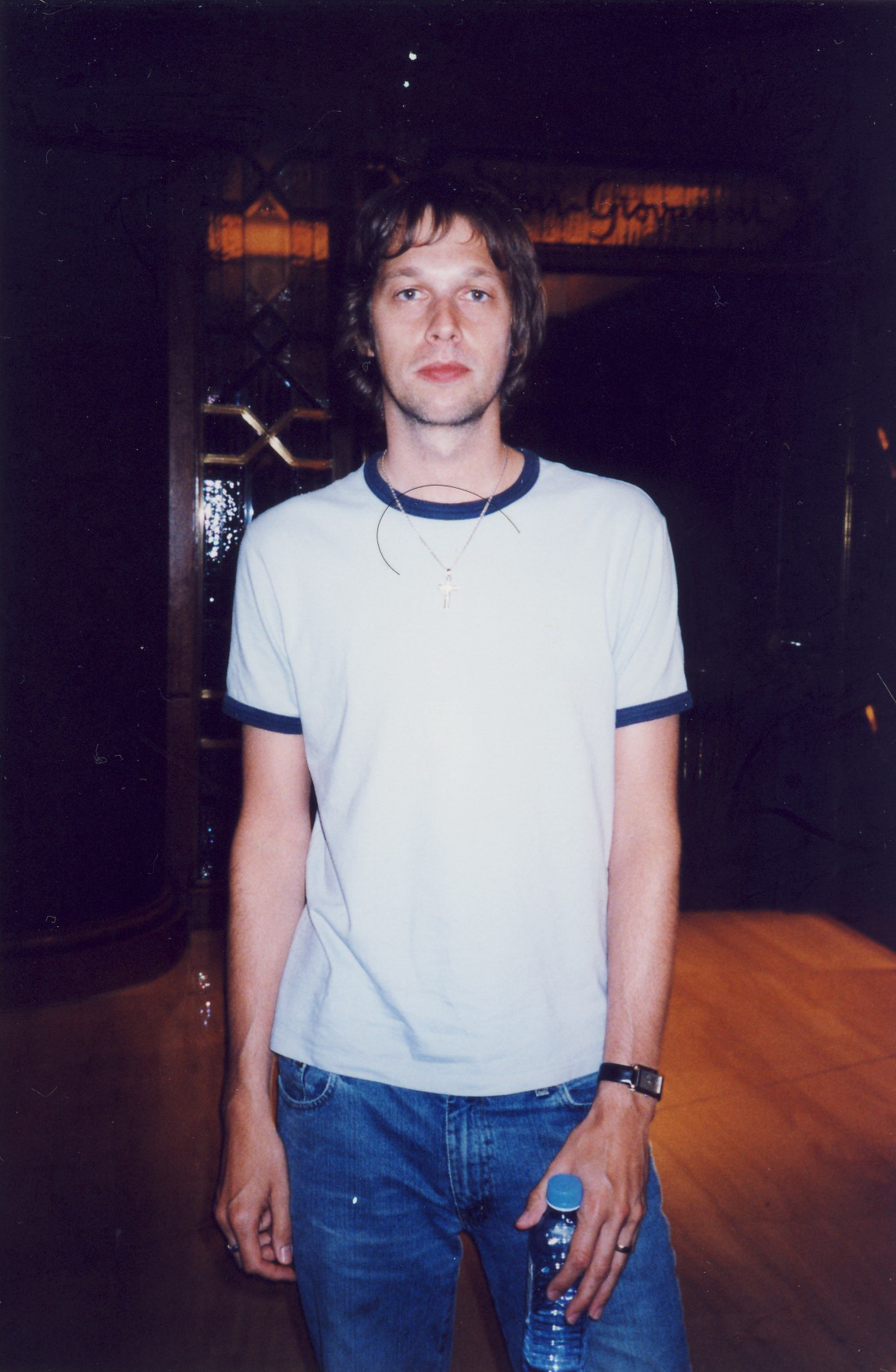
Andy Bell (2001)

Mit einer der Hauptformationen der Shoegazing-Ära, Ride, machte sich Andy Bell Ende der 1980er und Anfang der 1990er Jahre bereits einen Namen in der britischen Musikszene. Zusammen mit Mark Gardener bildete er als Sänger, Songschreiber und Gitarrist das kreative Zentrum dieser Band, die insbesondere mit dem Album Nowhere einen Meilenstein in der britischen Musikgeschichte setzte.
Nach dem Ausstieg von Gardener im Jahr 1995 und dem damit verbundenen Ende von Ride gründete Andy Bell die Britpop-Band Hurricane #1, für die er als alleiniger Songschreiber und Leadgitarrist tätig wurde. Das erste Album der Band, Hurricane #1, wurde im Jahr 1997 veröffentlicht, enthielt Singles wie Just Another Illusion und Mother Superior und wurde von der Musikpresse mit Begeisterung aufgenommen; das zweite Album, Only the Strongest Will Survive aus dem Jahr 1999, überzeugte Kritiker jedoch weniger. Aus der daraufhin einberufenen Bandpause wurde eine endgültige Auflösung, sodass Bell schließlich mit seiner Frau und seinen Kindern nach Stockholm zog.
Später im Jahr 1999 wurde Bell von den Gallagher-Brüdern als Bassist für Oasis verpflichtet, nachdem Gründungsmitglied Paul McGuigan die Band verlassen hatte. Bell, der noch nie zuvor Bass gespielt hatte, musste innerhalb kürzester Zeit sowohl das Instrument als auch viele ältere Oasis-Songs lernen, bevor er Dezember 1999 mit der Band auf eine Amerika-Tour ging. Später steuerte er auch eigene Songs für die Band aus Manchester bei.
Nach der Auflösung von Oasis und dem Ausscheiden von Noel Gallagher war Andy Bell Mitglied der von den verbliebenen vier Bandmitgliedern gegründeten Gruppe Beady Eye. Dort spielte er nicht mehr Bass, sondern war neben Gem Archer Gitarrist der Band. Sein Nachfolger am Bass wurde der ehemalige Tour-Bassist der Gorillaz, Jeff Wootton.
Seit dem Jahr 2014 ist Bell wieder fester Bestandteil der Band Ride.

## Persönliches
Bell war mit der schwedischen Sängerin Idha Övelius verheiratet. Sie haben zwei Kinder, eine Tochter und einen Sohn. Bell erklärte in einem Interview, dass sein linkes Ohr ertaubt ist, weil er während der ersten Oasis-Tour zu nah am Drumkit von Alan White stand.